# Artis Caics
Artis Caics (* 13. Oktober 1985 in Valmiera) ist ein ehemaliger lettischer Volleyball- und Beachvolleyballspieler. Er ist lettischer Beachvolleyball- und zweifacher Hallenmeister sowie estnischer Meister und Pokalsieger. Außerdem gewann er zwei Mal die baltische Meisterschaft.

## Karriere

### Halle
Gleich in seiner ersten Spielzeit 2008/09 im Erwachsenenbereich wurde der Zuspieler mit VK Lāse-R/Rīga lettischer Meister und Dritter in der baltischen Meisterschaft. In der folgenden Saison wurde der Club aus Riga Vizemeister und wiederum Dritter im Baltikum. Ein Jahr später gewann der Verein einen weiteren Meistertitel. Während der Spielzeit 2011/12 wechselte Artis Caics in den Nachbarstaat und gewann mit seinem neuen Team gleich die estnische und die baltische Meisterschaft und stand im Pokalfinale des Landes. Nach einer längeren Pause, während der er nur die Qualifikation zur Europameisterschaft für sein Heimatland bestritt, erreichte der lettische Volleyballer 2016 mit Rakvere Võrkpalliklubi noch einmal das Pokalfinale und die Vizemeisterschaft in Estland. 2017 kam ein weiterer baltischer Titel hinzu. 2018 belegte der Club aus dem Norden des Landes in allen drei Wettbewerben den vierten Platz. Eine Spielzeit danach gewann Caics zum ersten Mal den Pokalwettbewerb in Estland mit Saaremaa VK. Der Verein wurde außerdem baltischer Vizemeister und nahm am europäischen Challenge Cup teil, scheiterte jedoch im Sechzehntelfinale. Im Spieljahr 2019/20 gelang ein weiteres Mal der Einzug ins estnische Pokalfinale. Im europäischen Wettbewerb kam das Aus diesmal erst im Viertelfinale. Nachdem die Meisterschaft wegen der Coronakrise abgesagt worden war, waren dies die letzten Spiele in der Halle für den Zuspieler aus Lettland.

### Beach
Caics wurde 2002 mit Toms Šmēdiņš Fünfter bei der U19-WM in Xylokastro. Zu Beginn des Jahres 2009 trat Caics in Novi Sad wieder mit Šmēdiņš an und gewann das Challenger-Turnier. Ein Jahr später konnte das Beachduo diesen Erfolg wiederholen. Bei der Europameisterschaft in Berlin in der gleichen Saison unterlagen die beiden Letten in der Vorrunde unter anderem gegen ihre Landsleute Samoilovs/Sorokins und schieden als Gruppenletzter aus. Erfolgreicher waren Šmēdiņš und Caics in ihrem Heimatland. Sie konnten die lettische Meisterschaft 2010 für sich entscheiden. 2011 kamen sie bei der EM in Kristiansand wieder nicht über die Vorrunde hinaus. Nach einer dreijährigen Pause war Caics von 2015 bis 2017 sporadisch auf nationalen Turnieren aktiv. Bestes Ergebnis war dabei ein dritter Rang mit Arnis Tunte in Saulkrasti.

## Auszeichnungen
- 2012 Bester Zuspieler in der baltischen Liga

## Privates
Am 13. April 2013 heiratete Artis Caics Agnese Feldmane, die seitdem Agnese Caica heißt.